# Witalij Skysz
Witalij Wołodymyrowycz Skysz, ukr. Віталій Володимирович Скиш, ros. Виталий Владимирович Скиш, Witalij Władimirowicz Skisz (ur. 23 sierpnia 1971 w Kirowohradzie) – ukraiński piłkarz, grający na pozycji obrońcy, a wcześniej pomocnika.

## Kariera piłkarska

### Kariera klubowa
Wychowanek Internatu Sportowego w Charkowie. W latach 1990–1991 rozpoczął karierę piłkarską w drużynie rezerw Metalista Charków, a potem występował w drużynach Weres Równe i Zirka Kirowohrad. Na początku 1993 sezonu przeszedł do Czornomorca Odessa, w składzie którego 14 marca 1993 debiutował w Wyższej lidze. Występował również w farm klubie SK Odessa. W rundzie jesiennej sezonu 1995/96 bronił barw Prykarpattia Iwano-Frankowsk, po czym powrócił do Czornomorca. Latem 1996 podpisał 3 letni kontrakt z klubem Ałanija Władykaukaz, ale nieczęsto wychodził na boisko w podstawowym składzie, dlatego po roku powrócił do Ukrainy, gdzie został piłkarzem klubu Zirki Kirowohrad. Latem 1998 przeszedł do Metalista Charków, ale na wiosnę powrócił do Zirki. W rundzie jesiennej sezonu 1998/99 grał w Metałurh Zaporoże, po czym zakończył karierę piłkarską.

## Sukcesy i odznaczenia

### Sukcesy klubowe
- brązowy medalista Mistrzostw Ukrainy: 1993
- wicemistrz Rosji: 1996